# Brachagenius oculatus
Brachagenius oculatus är en skalbaggsart som beskrevs av Evans 1987. Brachagenius oculatus ingår i släktet Brachagenius och familjen Cetoniidae. Inga underarter finns listade.